# 2013-as csíksomlyói búcsú
A 2013-as csíksomlyói búcsú a sorrendben 446. csíksomlyói búcsú, amelyet pünkösd idején, 2013. május 17. és 20. között tartottak meg a Csíkszereda városához tartozó Csíksomlyón. A vallásos zarándoklat központi eseményére, a nagymisére május 18-án, pünkösdszombaton került sor a Nagysomlyó-hegy és a Kissomlyó-hegy között elhelyezkedő hegynyeregben található Hármashalom-oltár körül. A csíksomlyói pünkösdi búcsú szónoka dr. Ternyák Csaba egri érsek, a Magyar Katolikus Püspöki Konferencia alelnöke volt.